# Maria Ursula Zurlauben

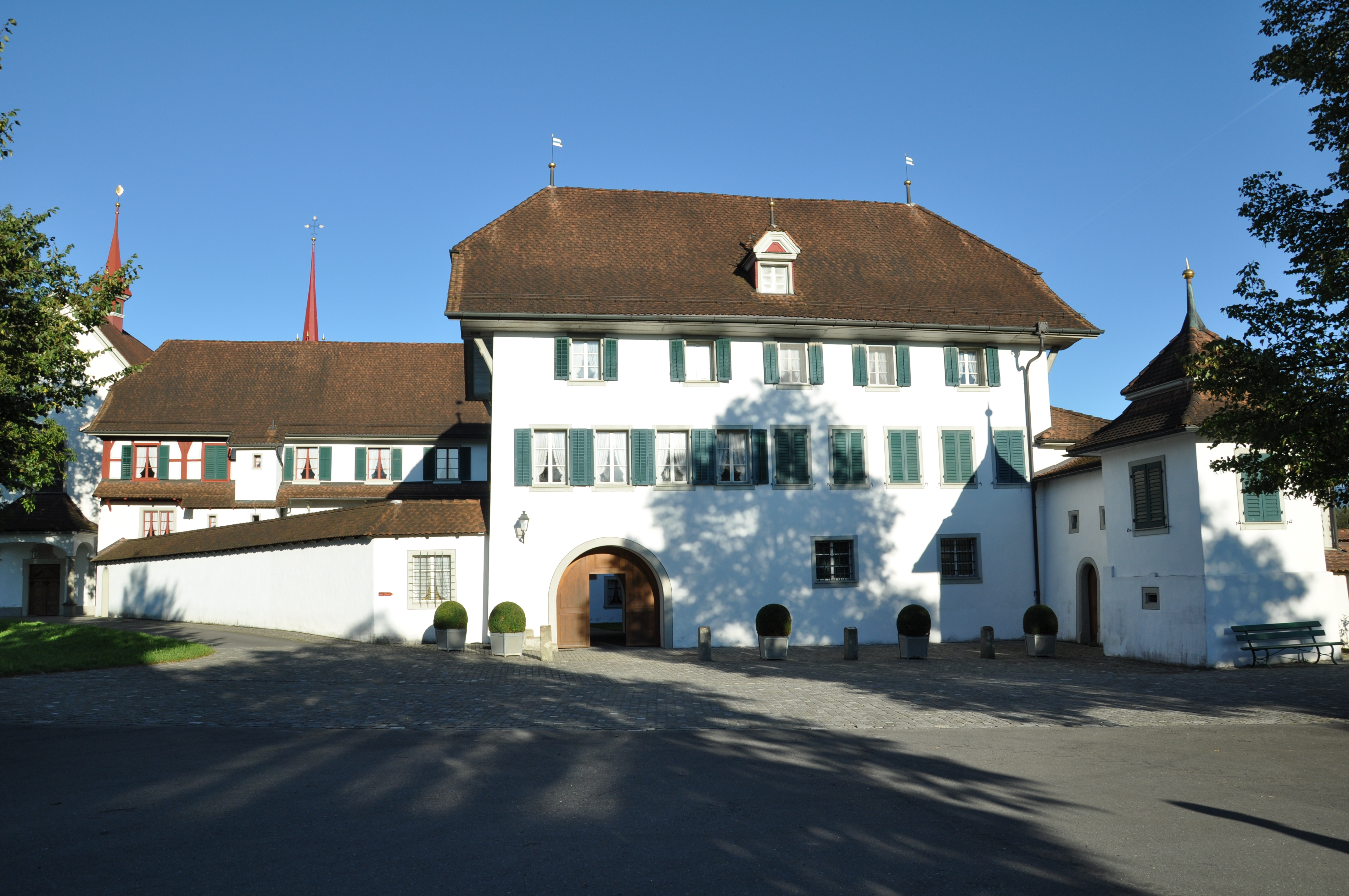
Kloster Frauenthal

Maria Ursula Zurlauben (* als Anna Maria Zurlauben am 9. Juli 1651 in Bremgarten; heimatberechtigt in Zug; † 21. Februar 1727 in Frauenthal) war eine Schweizer Äbtissin und Priorin aus dem Zuger Geschlecht Zurlauben.

## Leben und Wirken
Anna Maria Zurlauben war Tochter des Landschreibers und Oberstwachtmeisters Beat Jakob Zurlauben und der Maria Barbara Reding von Biberegg. Sie war Tischtochter im Zisterzienserinnenkloster Frauenthal und legte 1667 die Profess ab.
Maria Ursula Zurlauben war mehrere Jahre Priorin von Frauenthal. Sie wurde 1705 Äbtissin des Klosters Wurmsbach. Dort ordnete sie die «zerrüttete» Klosterökonomie. Unterstützt wurde sie dabei vor allem von ihren Brüdern Plazidus und Gerold, die den Klöstern Muri und Rheinau vorstanden. Sie trat 1717 von ihrem Amt zurück und kehrte nach Frauenthal zurück, wo sie zehn Jahre später starb.

## Belege
1. 1 2  Urs Amacher: Maria Ursula Zurlauben. In: Historisches Lexikon der Schweiz.  9. Dezember 2013.

| Personendaten    | Personendaten                    |
| ---------------- | -------------------------------- |
| NAME             | Zurlauben, Maria Ursula          |
| ALTERNATIVNAMEN  | Zurlauben, Anna Maria (Taufname) |
| KURZBESCHREIBUNG | Schweizer Äbtissin und Priorin   |
| GEBURTSDATUM     | 9. Juli 1651                     |
| GEBURTSORT       | Bremgarten, Schweiz              |
| STERBEDATUM      | 21. Februar 1727                 |
| STERBEORT        | Frauenthal, Schweiz              |